# 井川祐輔
井川 祐輔（いがわ ゆうすけ、1982年10月30日 - ）は、大阪府大阪市出身の元プロサッカー選手。ポジションはディフェンダー。元日本代表。

## 来歴
千葉県成田市出身であるが、3歳から大阪で育った。ユース時代から年代別代表に選出される。
2001年、ガンバ大阪ユースからトップチームに昇格。「ポスト宮本恒靖」との呼び声も高かったが、出場機会を求めて2003年シーズン途中からサンフレッチェ広島に期限付き移籍。広島ではすぐにレギュラーをつかみ、J1昇格に貢献した。2004年途中からは名古屋グランパスエイト、2006年からは川崎フロンターレに期限付き移籍。2008年シーズンより川崎に完全移籍となった。
2006年9月20日のナビスコカップ準決勝第2戦、対ジェフユナイテッド市原・千葉戦では、井川はベンチスタートだったものの交代する出番が来る前に審判へ執拗な抗議をし、後半0分に退場処分を受けた。ピッチ上にいない選手が退場となる非常に珍しいケースであった(退場だがチームは数的不利にはなっていない)。チームは2-3で敗れた(チーム内では前年の森勇介に続き2例目)。
2008年5月、キリンカップサッカー2008で岡田武史監督から日本代表メンバーに初招集された。岡田監督は「井川に関しては前から注目していたが、Jリーグでのパフォーマンスも非常に素晴らしいのでぜひ一度呼んでみたいと思っていた」とコメントした。しかし出場機会はなかった。
2010年8月18日、名古屋グランパス戦で左第5中足骨を骨折、全治4週間の怪我を負った。
2011年9月20日にモデル、グラビアタレントの安藤沙耶香と結婚したことを発表した。
2016年昨年からスタメンに定着していた谷口彰悟、この年から加入して来た奈良竜樹とエドゥアルドの活躍もありベンチを温める日が続いた。その後奈良竜樹の骨折、エドゥアルドが肉離れで戦列を離れた為しばらくはスタメンに定着したもののシーズン終盤に自身も怪我をしてしまい、そのままシーズンを終える形になった。
2017年はAFCチャンピオンズリーグ2017に2試合出場のみに終わり、シーズン終了後に契約満了により退団。同年12月に行われたJリーグ合同トライアウトに出場。
2018年、香港プレミアリーグの東方足球隊へ完全移籍。2019年1月、東方足球隊から契約を解除された。
2019年11月11日にSNSを通じて現役生活からの引退を発表し、2020年2月22日に川崎フロンターレが主催した引退セレモニーに出席した。引退後は香港丙組に所属するランスベイリの監督として就任した。
また台湾発祥のアプリ17 Liveで2020年1月中旬から配信を開始、在住している香港からイチナナライバーとして活動している。

## 人物
- 本人曰く「秋葉原に通っている」とのことで、2007年のファン感謝デーではヲタ芸（フロンターレでは「ンタ芸」と呼ばれている）を踊った。
- 2007年に体重が10キロ近く増えてしまい「メタボ」と呼ばれていたが、ダイエットに成功した。しかしチームメイトからはいまだに「メタボ」と呼ばれている。
- 2008年から川崎の携帯サイト「モバイルフロンターレ」内でブログ「脱・メタボ日記」を開設した。2010年2月からはアメーバブログに移籍し、「続・脱メタボ日記」に改題して現在も更新中。
- 年ごとに頻繁に髪形を変える選手としても知られていて、名古屋時代にドレッドヘアーにして試合に出たことがある（これは当時のチームメイトのクライトンの通訳に頼んだもの）。2008年ごろには、ユニフォームの背番号のところまでかなり長かったが、翌年には短髪になり、さらに短くなり坊主になった。
- 稲本潤一はガンバユースの先輩であり仲がいい。ただし、双方がガンバに所属していた期間は半年ほどである。

## 学歴
- 吹田市立南竹見台小学校（現・千里たけみ小学校）
- 吹田市立竹見台中学校
- 大阪府立北千里高校
- 関西大学→桐蔭学園横浜大学[10]

## 所属クラブ
ユース経歴
- 吹田千里FC
- ガンバ大阪ジュニアユース
- ガンバ大阪ユース

プロ経歴
- 2001年 - 2003年8月 ガンバ大阪
- 2003年8月 - 2004年6月  サンフレッチェ広島 (期限付き移籍)
- 2004年7月 - 2005年  名古屋グランパスエイト (期限付き移籍)
  - 2006年 - 2007年  川崎フロンターレ (期限付き移籍)
- 2008年 - 2017年  川崎フロンターレ
- 2018年 - 2019年1月  東方足球隊

## 個人成績
| 国内大会個人成績 | 国内大会個人成績 | 国内大会個人成績 | 国内大会個人成績 | 国内大会個人成績 | 国内大会個人成績 | 国内大会個人成績 | 国内大会個人成績 | 国内大会個人成績 | 国内大会個人成績 | 国内大会個人成績 | 国内大会個人成績 |
| 年度             | クラブ           | 背番号           | リーグ           | リーグ戦         | リーグ戦         | リーグ杯         | リーグ杯         | オープン杯       | オープン杯       | 期間通算         | 期間通算         |
| 年度             | クラブ           | 背番号           | リーグ           | 出場             | 得点             | 出場             | 得点             | 出場             | 得点             | 出場             | 得点             |
| 日本             | 日本             | 日本             | 日本             | リーグ戦         | リーグ戦         | リーグ杯         | リーグ杯         | 天皇杯           | 天皇杯           | 期間通算         | 期間通算         |
| ---------------- | ---------------- | ---------------- | ---------------- | ---------------- | ---------------- | ---------------- | ---------------- | ---------------- | ---------------- | ---------------- | ---------------- |
| 2001             | G大阪            | 25               | J1               | 1                | 0                | 0                | 0                | 1                | 0                | 2                | 0                |
| 2002             | G大阪            | 25               | J1               | 0                | 0                | 0                | 0                | 0                | 0                | 0                | 0                |
| 2003             | G大阪            | 25               | J1               | 0                | 0                | 1                | 0                | -                | -                | 1                | 0                |
| 2003             | 広島             | 37               | J2               | 15               | 1                | -                | -                | 3                | 0                | 18               | 1                |
| 2004             | 広島             | 19               | J1               | 6                | 0                | 2                | 0                | -                | -                | 8                | 0                |
| 2004             | 名古屋           | 3                | J1               | 11               | 0                | 3                | 1                | 0                | 0                | 14               | 1                |
| 2005             | 名古屋           | 3                | J1               | 12               | 0                | 4                | 0                | 1                | 0                | 17               | 0                |
| 2006             | 川崎             | 4                | J1               | 22               | 0                | 4                | 0                | 0                | 0                | 26               | 0                |
| 2007             | 川崎             | 4                | J1               | 19               | 1                | 4                | 0                | 3                | 0                | 26               | 1                |
| 2008             | 川崎             | 4                | J1               | 30               | 1                | 3                | 0                | 2                | 0                | 35               | 1                |
| 2009             | 川崎             | 4                | J1               | 22               | 0                | 2                | 0                | 4                | 1                | 28               | 1                |
| 2010             | 川崎             | 4                | J1               | 21               | 0                | 0                | 0                | 0                | 0                | 21               | 0                |
| 2011             | 川崎             | 4                | J1               | 28               | 1                | 2                | 0                | 1                | 0                | 31               | 1                |
| 2012             | 川崎             | 4                | J1               | 21               | 0                | 2                | 0                | 3                | 0                | 26               | 0                |
| 2013             | 川崎             | 4                | J1               | 14               | 0                | 1                | 0                | 2                | 0                | 17               | 0                |
| 2014             | 川崎             | 4                | J1               | 16               | 0                | 1                | 0                | 1                | 0                | 18               | 0                |
| 2015             | 川崎             | 4                | J1               | 23               | 0                | 4                | 0                | 0                | 0                | 27               | 0                |
| 2016             | 川崎             | 4                | J1               | 13               | 0                | 3                | 0                | 0                | 0                | 13               | 0                |
| 2017             | 川崎             | 4                | J1               | 0                | 0                | 0                | 0                | 0                | 0                | 0                | 0                |
| 通算             | 日本             | 日本             | J1               | 259              | 3                | 36               | 1                | 18               | 1                | 313              | 5                |
| 通算             | 日本             | 日本             | J2               | 15               | 1                | -                | -                | 3                | 0                | 18               | 1                |
| 総通算           | 総通算           | 総通算           | 総通算           | 274              | 4                | 36               | 1                | 21               | 1                | 331              | 6                |

| 国際大会個人成績 | 国際大会個人成績 | 国際大会個人成績 | 国際大会個人成績 | 国際大会個人成績 |
| 年度             | クラブ           | 背番号           | 出場             | 得点             |
| AFC              | AFC              | AFC              | ACL              | ACL              |
| ---------------- | ---------------- | ---------------- | ---------------- | ---------------- |
| 2007             | 川崎             | 4                | 5                | 0                |
| 2009             | 川崎             | 4                | 7                | 0                |
| 2010             | 川崎             | 4                | 3                | 0                |
| 2014             | 川崎             | 4                | 3                | 0                |
| 2017             | 川崎             | 4                | 2                | 0                |
| 通算             | AFC              | AFC              | 20               | 0                |

- Jリーグ初出場 - 2001年10月20日 J1･2nd 第10節 vs浦和レッドダイヤモンズ（万博記念競技場）
- Jリーグ初得点 - 2003年9月6日 J2第32節 vsヴァンフォーレ甲府（広島ビッグアーチ）

## 代表歴
- U-20日本代表(2001年)
- U-22日本代表(2002年)
- 日本代表(2008年)

## タイトル

### クラブ
ガンバ大阪ユース
- 日本クラブユース選手権(U-18)：1回（1998年）
- Jユースカップ：1回（2000年）

川崎フロンターレ
- J1リーグ：1回（2017年）

### 代表
日本代表
- キリンカップサッカー：1回（2008年）